# Trokrilnik
Trokrilnik je letalo s fiksnimi krili, ki ima tri krila postavljena vertikalno. Kanarde in horizontalne stabilizatorje se ne šteje kot krila. Trokrilnik je po sestavi precej podoben dvokrilniku, po navadi ima bolj ozka krila (s krajšo tetivo) in manjši razpon kril ter manjšo težo. Krila trokrilnika so bolj vitka in proizvajajo več vzgona. Letalo s tremi krili se lahko hitreje vzpenja in obrača z manjšim radijem kot dvokrilnik, kar je zaželeno pri lovskih letalih. Primera uspešnih trokrilnikov je Sopwith Triplane in Fokker Dr.I. Letala s tremi krili so bila skoraj vsa propelerska in vsa so imela nizko hitrost letenja.